# Mycalesis massalia
Mycalesis massalia är en fjärilsart som beskrevs av Carl Plötz 1880. Mycalesis massalia ingår i släktet Mycalesis och familjen praktfjärilar. Inga underarter finns listade i Catalogue of Life.